# Liam Dan Laila
Pour plus de détails, voir Fiche technique et Distribution.
Liam Dan Laila est un film indonésien réalisé par Arief Malinmudo, sorti le 4 octobre 2018 en Indonésie. Il met en vedette Nirina Zubir, Jonatan Cerrada, David Chalik, Pras Teguh et Gilang Dirga.
Jonatan Cerrada, acteur du film, interprète le single officiel Lintas Galaksi.

## Synopsis
Liam, un jeune homme français, tombe amoureux de l'Indonésienne Laila.

## Fiche technique
Sauf indication contraire, les informations mentionnées dans cette section peuvent être confirmées par la base de données cinématographiques IMDb,  présente dans la section « Liens externes ».
- Titre original : Liam Dan Laila
- Réalisation : Arief Malinmundo
- Scénario : Arief Malinmundo
- Société de production : Mahakarya Pictures
- Pays d'origine :  Indonésie
- Langue originale : indonésien
- Genre : comédie romantique
- Dates de sortie : 4 octobre 2018

## Distribution
- Nirina Zubir : Laila
- Jonatan Cerrada : Liam
- David Chalik : Jamil
- Pras Teguh : Pian
- Gilang Dirga : Haris

## Sortie
Le film sort en Indonésie le 4 octobre 2018,.